# Vidice (Plzeň)
Vidice é uma comuna checa localizada na região de Plzeň, distrito de Domažlice.